# بيركهولدرية أوكلاهومية
بيركهولدرية أوكلاهومية (الاسم العلمي: Burkholderia oklahomensis) هي نوع من البكتيريا، سلبية الغرام، تتبع جنس البيركهولدرية.